# Vay-kúria (Miskolc)
A Vay-kúria vagy Friedmann-ház Miskolcon, a Széchenyi utca 12. szám alatt áll, a Sötétkapu közelében.

## Története
A telken lévő épület a diósgyőri koronauradalom 1755-ös összeírásában kereskedőházként szerepelt. Az épület az 1781-es tűzvészben leégett, ezután a bécsi Udvari Kamara felmérést készíttetett róla, innen ismert a homlokzat rajza. Látható rajta, hogy a bal oldalán kosár- vagy köríves kapu állt, jobb oldalon pedig két íves bejáratú üzlet helyezkedett el. Az emeleti homlokzaton három egyenes záródású ablak, fölöttük manzárd tető volt.
A házat Vay Ábrahám, Borsod vármegye alispánja vette meg. Feltehetően az emeleti részt lakták, a tizenegy emeleti szoba szépen díszített volt, még a lépcsőházi mennyezetet is freskók díszítették. A földszinten egy kereskedő üzlete volt, nagy előtérrel, raktárakkal. A földszint udvari részén lakott a görögkatolikus pap, és itt volt a görög kompánia imaháza is, és egészen az ortodox templom felépüléséig, 1806-ig itt működött. Az imaház Király-ajtaját átvitték az új templomba, és ott állították fel, ma is ott látható. A telek Szinváig lenyúló részén egy gyertyamártó és egy szappanfőző műhely működött.
Az épület a század vége körül Friedmann Sámuel kereskedő tulajdonába került, aki átalakításokat végzett, és a földszinten működtette fűszerüzletét. Az államosítás után évtizedekig zöldség- és gyümölcsüzlet működött benne, a későbbi üzemeltetők gyakran váltották egymást, volt itt flamand pékség és ruházati üzlet is.

## Leírása
Az épületet 1990-ben felújították. Kialakítása 1+2+1 elrendezésű, a földszint egykori íves nyílásai egyenes záródásúak lettek. Az emeleti ablakok lényegesen díszesebbek, köríves záródásúak. A koronázópárkány fölötti körszelet alakú „timpanonban” az FS monogram Friedmann Sámuel nevére utal. 
A házban a 2020-as években szépségház, a kapualjból elérhetően utazási iroda, vendéglátóhely, a polgárőrség valamint civil egyesület irodája működik.    

## Képek

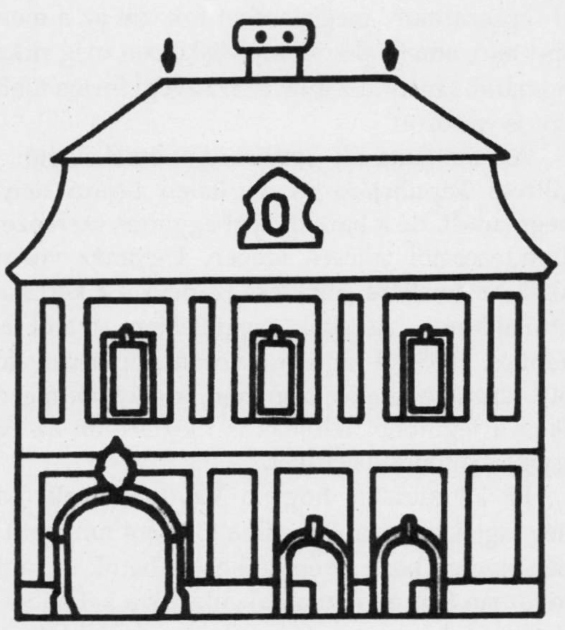
A Vay-kúria homlokzata a 18. század végén
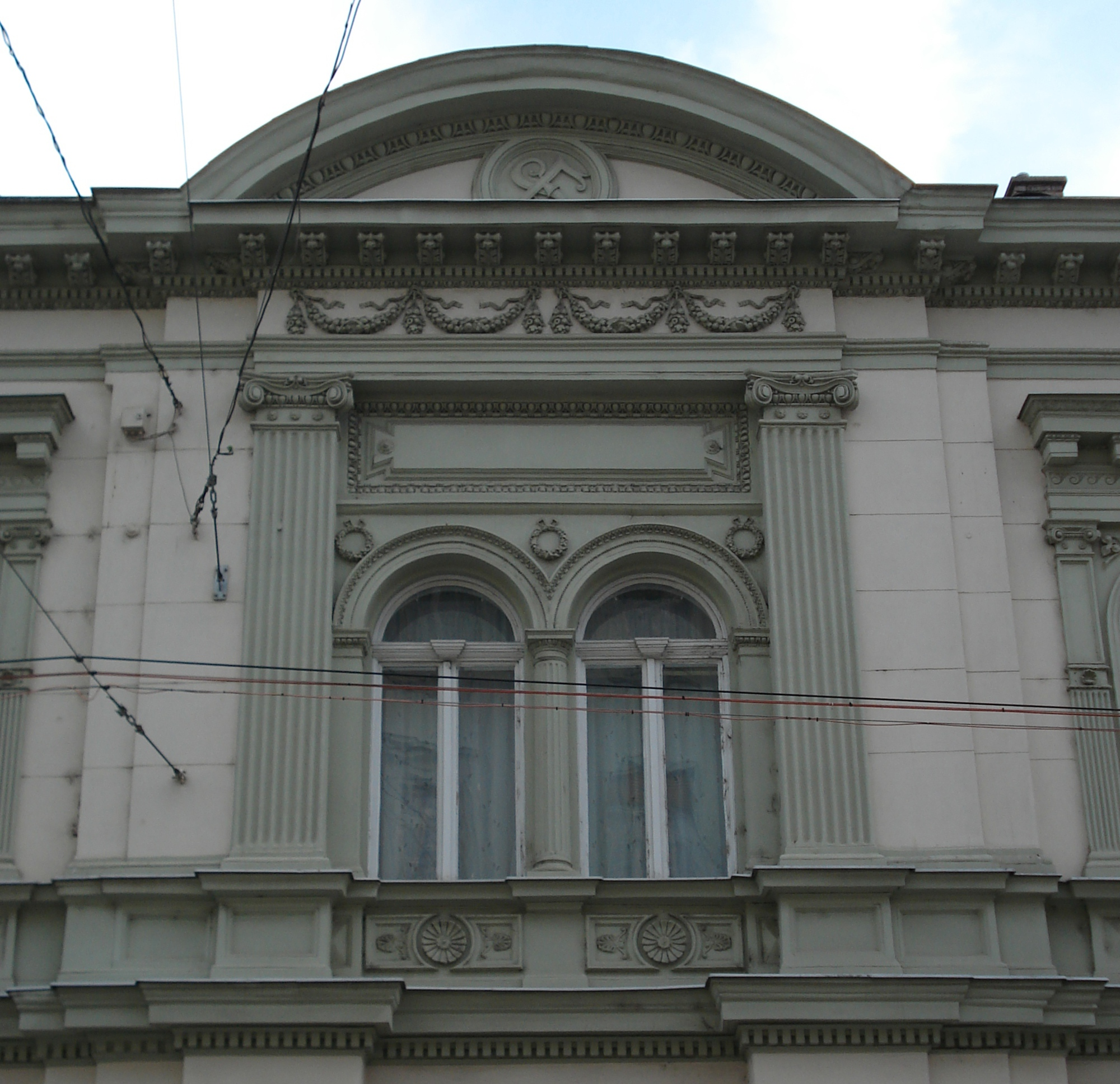
A homlokzat részlete
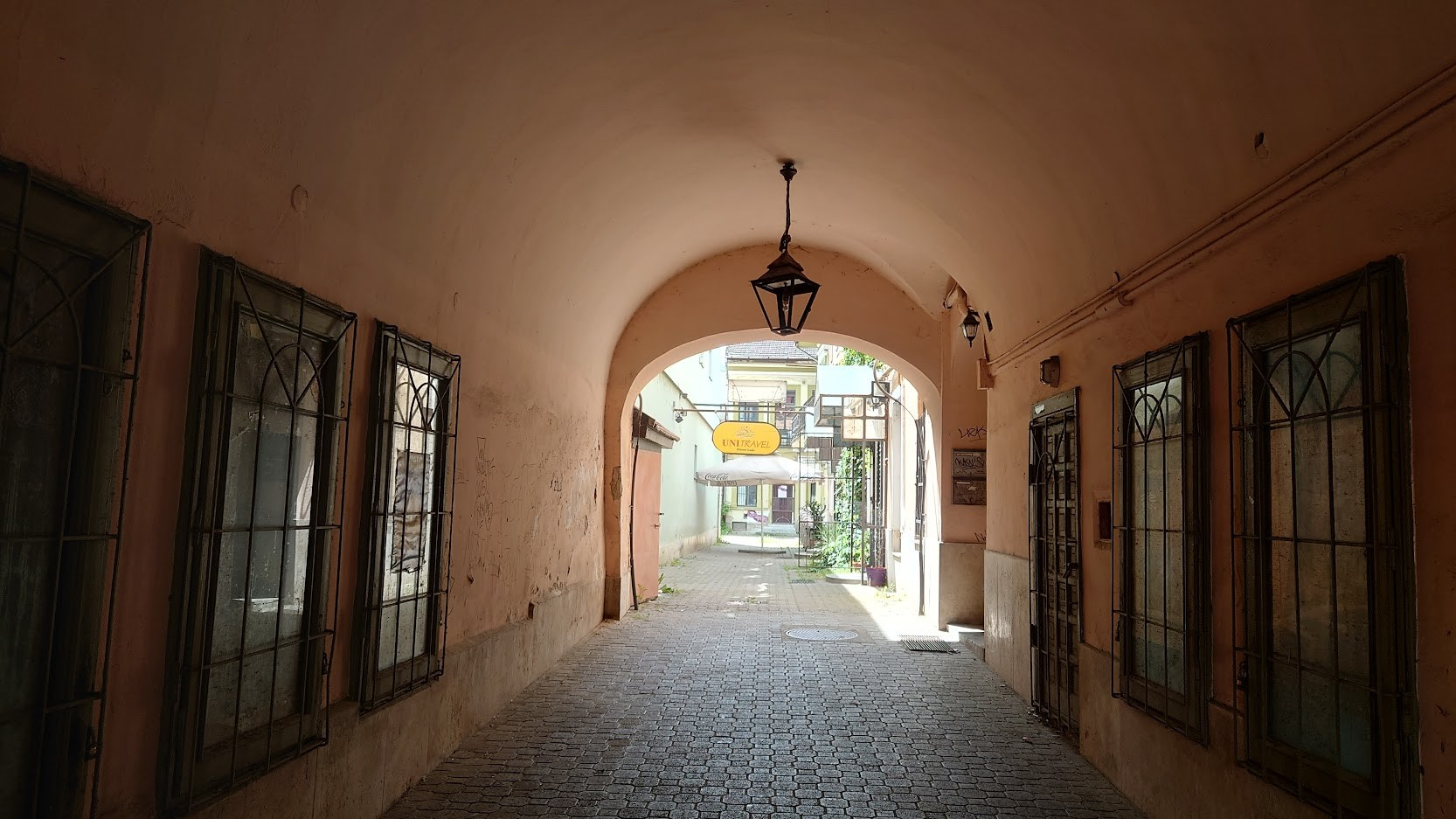
A kapubejáró belülről
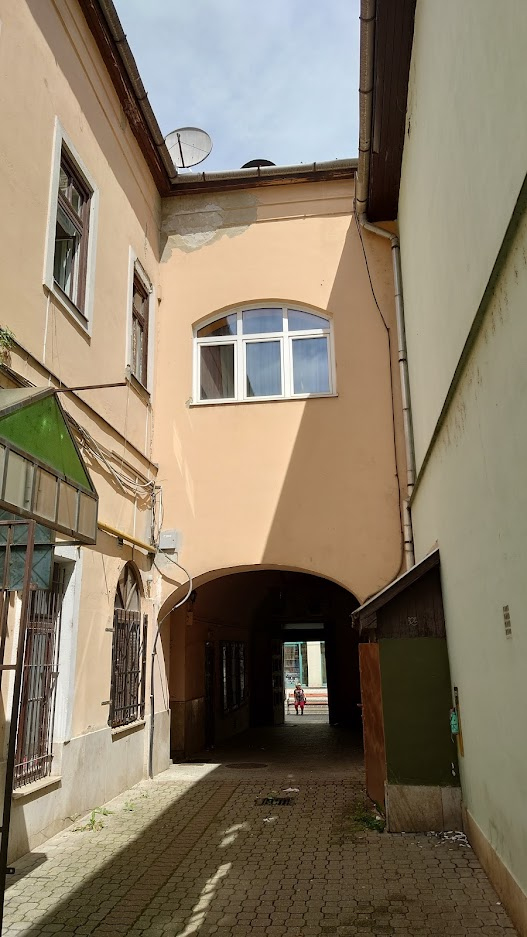
A kapubejáró az udvar felől